# ماكس بيفر
ماكس بفيفر (12 يونيو 1883 - 21 ديسمبر 1955) جنرالًا في الفيرماخت ألمانيا النازية خلال الحرب العالمية الثانية الذي قاد فيلق الجيش الرابع. وقد حصل على وسام الفارس الصليبي الحديدي.
استسلم بفيفير للقوات السوفيتية في ختام معركة ستالينجراد في عام 1943. أدين كمجرم حرب في الاتحاد السوفيتي، توفي في الأسر في عام 1955.

## الجوائز والأوسمة
- وسام الفارس الصليبي الحديدي في 4 ديسمبر 1941 بصفته جينيرال لوتنانت وقائد فرقة المشاة 297 [1]

### اقتباسات
1. ↑  Fellgiebel 2000, p. 275.

### قائمة المراجع
- Fellgiebel, Walther-Peer (2000) [1986]. Die Träger des Ritterkreuzes des Eisernen Kreuzes 1939–1945 — Die Inhaber der höchsten Auszeichnung des Zweiten Weltkrieges aller Wehrmachtteile [The Bearers of the Knight's Cross of the Iron Cross 1939–1945 — The Owners of the Highest Award of the Second World War of all Wehrmacht Branches] (بالألمانية). Friedberg, Germany: Podzun-Pallas. ISBN:978-3-7909-0284-6.

| مناصب عسكرية    | مناصب عسكرية                | مناصب عسكرية    |
| --------------- | --------------------------- | --------------- |
| سبقه {{{سبقه}}} | {{{العنوان}}} {{{الأعوام}}} | تبعه {{{تبعه}}} |
| سبقه {{{سبقه}}} | {{{العنوان}}} {{{الأعوام}}} | تبعه {{{تبعه}}} |